# Pxékhskaia
Pxékhskaia - Пшехская (rus) és una stanitsa del krai de Krasnodar, a Rússia. És a la riba del riu Pxekha, afluent del Bélaia, a 9 km al sud-oest de Belorétxensk i a 73 km al sud-est de Krasnodar. Pertanyen a aquesta stanitsa la stanitsa de Kubanski, els khútors de Ternovi, Fadéievski i Lesnoi i els possiolki de Dunaiski i Korénnaia Balka.